# Grièges
Grièges es una comuna francesa francesa situada en el departamento de Ain, en la región de Auvernia-Ródano-Alpes.

## Demografía
| 1025 | 1108 | 1286 | 1423 | 1606 | 1598 | 1901 |
| Para los censos de 1962 a 1999 la población legal corresponde a la población sin duplicidades (Fuente: INSEE [Consultar]) |      |      |      |      |      |      |